# The Regime
The Regime (även känd under arbetsnamnet The Palace) är en amerikansk politisk dramaserie som hade premiär på strömningstjänsten HBO Max den 4 mars 2024. Serien består av sex avsnitt. Den är regisserad av Stephen Frears och Jessica Hobbs, efter ett manus skrivet av Will Tracy.

## Handling
Serien utspelar sig under ett år innanför murarna på ett slott tillhörande en auktoritär europeisk regim som börjar krackelera.

## Rollista (i urval)
- Kate Winslet – kanslern
- Matthias Schoenaerts
- Guillaume Gallienne
- Andrea Riseborough
- Martha Plimpton
- Hugh Grant – oppositionsledare
- Danny Webb
- David Bamber
- Henry Goodman
- Stanley Townsend
- Louie Mynett
- Rory Keenan
- Karl Markovics
- Pippa Haywood